# 발뮈스테어
발뮈스테어(Val Müstair)는 스위스 그라우뷘덴주의 엥기아디나 바사/발뮈스테어 지역에 있는 시정촌이다. 그것은 2009년 1월 1일에 치에르프(Tschierv), 풀데라(Fuldera), 뤼(Lü), 발차바(Valchava), 산타 마리아 발뮈스테어 및 뮈스테어의 합병을 통해 형성되었다.

## 인구통계
2020년 12월 31일 기준, 발뮈스테어의 인구는 1,423명이다.

## 지리
발뮈스테어(독일어: Münstertal, 이탈리아어: Val Monastero)는 스위스 알프스의 산악 계곡이다. 푸오른 고개(2,149m)와 이탈리아 남부 티롤 및 핀슈가우(914m)를 연결한다.
세계 문화 유산인 뮈스테어에 있는 성 요한의 베네딕토회 수도원은 아마도 샤를마뉴 대제가 설립했으며, 이웃인 마리엔베르그 수도원과 역사를 공유했을 것이다.
발뮈스테어에서 가장 중요한 마을은 치에르프(1,660m), 발차바(1,412m), 산타 남부 티롤의 마리아(1,375m), 뮈스테어 (1,247m)(모두 스위스) 및 타우퍼스 임 뮌스터탈(Taufers im Münstertal). 다른 유인 연결 계곡은 없지만, 움브라일 고개(및 스텔비오 고개) 위의 도로가 산타 마리아와 연결되어 있다.
계곡의 가장 큰 부분은 스위스 그라우뷘덴주의 일부이다. 작은 부분은 남부 티롤의 이탈리아 지방에 있다. 국경은 뮈스테어(1,247m)와 타우퍼스 임 뮌스터탈 (1,240m) 사이의 약 1245m 지점에 있다.
계곡의 강은 롬(일 롬 또는 롬 바흐)이다.

## 작명 관행
계곡의 시작을 ‘상부 계곡’으로, 끝을 ‘하부 계곡’이라고 하는 일반적인 개념과 달리 발뮈스테어에서는 이 계곡을 각각 ‘내부’ 및 ‘외부’라고 한다. 이것은 종종 위치 이름에 반영된다.
예를 들어 계곡은 전통적으로 세 부분으로 나뉜다.
- 치에르프, 풀데라 및 뤼(Lü)가 있는 테르잘 다인트(내부 3분의 1)
- 발차바와 산타 테르잘 디메즈(가운데 3분의 1) 마리아
- 뮈스테어가 있는 테르잘 도우라(외부 3분의 1)

덧붙여서, 이 구분은 계곡의 스위스 부분에서 발생하는 처음 세 개의 고원에 해당한다.

## 언어
새로운 자자체의 인구 대다수는 로만슈어를 사용하며, 소수의 독일어를 사용한다. 다음 표에는 이전에 독립된 자자체와 결합된 자자체의 역사적 언어 분포가 나와 있다.
| 발뮈스테어의 언어 |       |             |             |             |             |             |             |
| 언어              | 마을  | 센서스 1980 | 센서스 1980 | 센서스 1990 | 센서스 1990 | 센서스 2000 | 센서스 2000 |
| 언어              | 마을  | 수          | 비율        | 수          | 비율        | 수          | 비율        |
| 독일어            |       |             |             |             |             |             |             |
| 풀데라            | 5     | 5.00%       | 17          | 16.19%      | 27          | 23.48%      |             |
| 뤼                | 4     | 7.14%       | 5           | 9.09%       | 11          | 17.74%      |             |
| 뮈스테어          | 123   | 17.40%      | 160         | 21.28%      | 184         | 24.70%      |             |
| 산타 마리아       | 78    | 20.31%      | 106         | 28.73%      | 83          | 25.38%      |             |
| 치에르프          | 6     | 4.48%       | 18          | 12.24%      | 29          | 18.83%      |             |
| 발차바            | 44    | 20.18%      | 31          | 15.20%      | 37          | 18.32%      |             |
| 전체              | 260   | 16.26%      | 337         | 20.65%      | 371         | 23.12%      |             |
| 로만슈어          |       |             |             |             |             |             |             |
| 풀데라            | 95    | 95.00%      | 87          | 82.86%      | 86          | 74.78%      |             |
| 뤼                | 51    | 91.07%      | 50          | 90.91%      | 51          | 82.26%      |             |
| 뮈스테어          | 574   | 81.19%      | 578         | 76.86%      | 543         | 72.89%      |             |
| 산타 마리아       | 295   | 76.82%      | 259         | 70.19%      | 228         | 69.72%      |             |
| 치에르프          | 128   | 95.52%      | 125         | 85.03%      | 119         | 80.27%      |             |
| 발차바            | 168   | 77.06%      | 167         | 81.86%      | 163         | 80.69%      |             |
| 전체              | 1,311 | 81.99%      | 1,266       | 77.57%      | 1,190       | 74.14%      |             |
| 인구              |       | 1,599       | 100%        | 1,632       | 100%        | 1,605       | 100%        |

## 국가중요문화재
성 요한의 베네딕토회 수녀원은 국가적으로 중요한 스위스 문화유산이자, 유네스코 세계문화유산으로 지정되어 있다.

## 기후
뮈스테어 마을의 연간 강우량은 평균 86.7일이며 평균 강수량은 690mm이다. 가장 습한 달은 8월로 뮈스테어의 평균 강수량은 86mm이다. 이달의 평균 강수일은 9.3일이다. 강수량이 가장 많은 달은 5월로 평균 10일이지만 강수량은 80mm에 불과하다. 일년 중 가장 건조한 달은 2월로 9.3일 동안 평균 강수량이 33mm이다.
높은 고도 마을 산타 마리아 발뮈스테어의 연간 강우량은 평균 94.6일이며 평균 강수량은 801mm이다. 가장 습한 달은 8월로 이 기간 동안 산타 마리아 발뮈스테어는 평균 105mm의 강수량을 내린다. 이달의 평균 강수량은 10.6일이다. 일년 중 가장 건조한 달은 2월이며 10.6일 동안 평균 강수량이 34mm이다.

## 관광

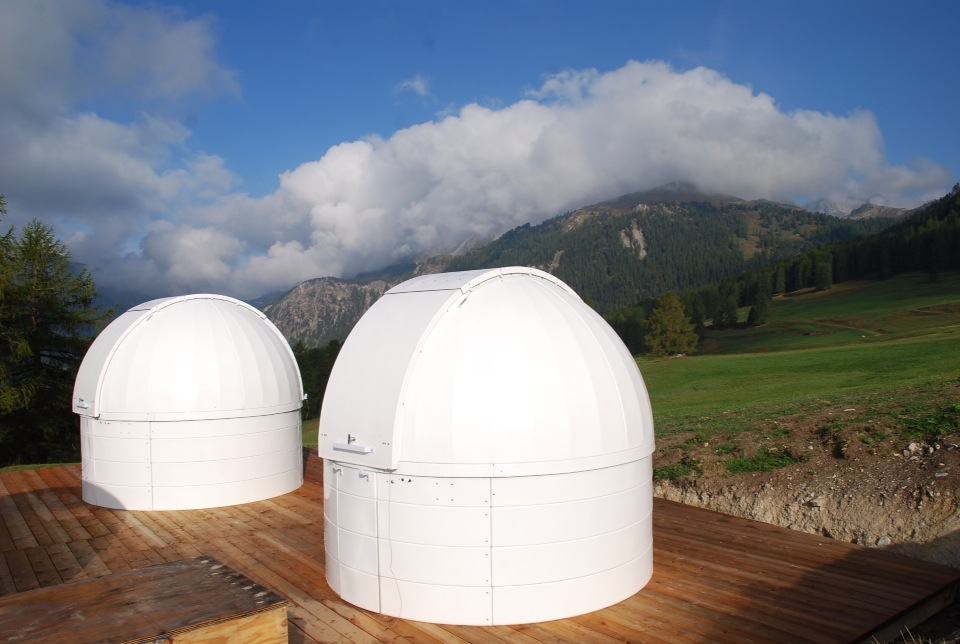
알파인 아스트로빌리지

마을에 작은 주차장이 있다. 여러 하이킹 코스의 출발점이다. 치에르프 위의 민훈스산(Minschuns)에는 작은 스키 리조트가 있다. 2009년, 세계 천문학의 해에 새로운 공공 관측소인 알파인 아스트로빌리지 뤼-스타일라스(Lü-Stailas)가 개장했다. 센터에는 천체 사진뿐만 아니라 직접 관찰을 위한 로봇 망원경이 장착되어 있다. 이 장비는 아마추어 천문학자를 위한 입문 과정을 제공하는 데에도 사용된다. 아스트로빌리지는 해발 2,000m의 테라스에 있다.

## 스포츠
발뮈스테어는 크로스컨트리 스키 무대 행사인 뚜르 드 스키(Tour de Ski)의 여러 단계를 주최했다.